# Le Rêve d'Harvey
Le Rêve d'Harvey (titre original : Harvey's Dream) est une nouvelle de Stephen King publiée pour la première fois en 2003 dans le magazine The New Yorker, puis incluse dans le recueil Juste avant le crépuscule en 2008.

## Résumé
Harvey et Janet Stevens forment un couple de quinquagénaires dont le mariage est devenu une triste routine. Un matin, lors du petit déjeuner, Harvey commence à raconter à sa femme le cauchemar qui l'a réveillé. Janet réalise vite que les détails de ce rêve, dont la voiture cabossée de leur voisin, concordent avec la réalité.
Le récit du rêve d'Harvey se conclut par un coup de téléphone qu'il reçoit et sa compréhension qu'il est arrivé quelque chose de très grave à l'une de leurs trois filles. Janet fait tout de suite le rapprochement avec leur fille qui vit dans la même rue qu'eux et réalise qu'il y a une tache rouge et un magma plus sombre sur la partie cabossée de la voiture de leur voisin. À ce moment-là, le téléphone sonne et Harvey décroche. 

## Accueil critique
Colette Bancroft, du Tampa Bay Times, estime que la nouvelle est « doucement inquiétante ». Janet Maslin, du New York Times, évoque une nouvelle « exceptionnellement raffinée » et traitant de manière éloquente d'un mariage morose. Matt Thorne, de The Independent, estime que c'est l'une des deux seules histoires vraiment décevantes du recueil avec Fête de diplôme et que King « semble avoir été moins intéressé par le fait d'écrire une histoire captivante que par celui de retranscrire ses propres terreurs nocturnes ».

## Distinctions
Le Rêve d'Harvey a été nommée pour le prix Bram Stoker de la meilleure nouvelle courte 2004.